# Pariser Stadtpost
Unter Pariser Stadtpost versteht der Philatelist einen staatlichen Ortspostdienst in Paris, der erstmals unter Jean-Jacques Renouard im Jahre 1653 eingerichtet wurde. Dies geschah unter königlicher Genehmigung von König Ludwig XIV.
Renouard führte ein einheitliches Beförderungsporto von 1 Sou ein. Der Pächter der Pariser Stadtpost versprach eine Zustellung der versandten Briefe innerhalb von Paris noch am selben Tag. Er ließ sogar erstmals in der Postgeschichte Briefkästen auf öffentlichen Straßen in einem regulären Postdienst aufstellen. Diese hatten jedoch nur dann einen praktischen Sinn, wenn es eine Möglichkeit zur Vorauszahlung des Briefportos gab. Dieses Problem konnte er schließlich dank der Duchesse de Longueville lösen, die vorschlug, streifenbandähnliche Papiere auszugeben, die man an dem zu versendenden Brief befestigen sollte. Die Papierstreifen mussten „am Brief befestigt oder um ihn herumgeschlungen oder in denselben hineingesteckt oder auf irgendeine andere Art angebracht werden, so dass der Beamte es sehen und leicht entnehmen kann“, wie es in der Vorschrift hieß. Da keine Klebefläche vorgesehen war, musste dies mit einer Klammer oder einem Faden geschehen.
Die Billets de port payé, wie sie von Renouard getauft wurden, wurden erstmals am 8. August 1653 ausgegeben. Sie gelten heute als früheste Vorläufer der Briefmarke. Kein Exemplar hat sich jedoch bis heute erhalten. Auf die Billets de port payé war eine sechszeilige Inschrift gedruckt, die vom Absender teilweise zu ergänzen war:
Pour Monsieur…

demeurant en la rue…

(par Billet de Post Payé)

PARIS

JOUR de…

L'an mil six cent cinquante…
in deutscher Übersetzung:
An Herrn…

wohnhaft in der Straße…

(durch vorausbezahltes Porto)

PARIS

am TAG…

im Jahre Sechzehnhundert…
Das Ausfüllen dieser Briefmarkenvorläufer wurde als deren Entwertung angesehen. Die Billets de port payé waren an zahlreichen Stellen in Paris zum Preis von 1 Sou erhältlich.
Obwohl das System des engagierten Renouard durchaus eine Vorbildwirkung auf das gesamteuropäische Postsystem hätte haben können, wurde es bereits nach einigen Jahren aus wirtschaftlichen Gründen eingestellt. Es wurde in ähnlicher Form ab 1680 von der London Penny Post nachgeahmt.
1671 erhielten die Familien Pajot & Rouillé eine Lizenz vom König Ludwig XIV. zur Ausübung der Post. Louis Rouille und Leon 1er Pajot kauften zu diesem Zweck das Stadtpalais des Nicolas de Neufville, duc de Villeroy 34 rue des Bourdonnais im heutigen Ersten Arrondissement. Der Postdienst florierte so, dass 1690 ein danebenliegendes Gebäude mit Eingang über 9 rue des Dechargeurs errichtet wurde. Es gab ein sogenanntes „Cabinet Noir“ Schwarzes Cabinet in dem gewisse Briefe vorübergehend aus dem Verkehr gezogen wurden, um den Inhalt auszuspionieren und bei Interesse an das Königshaus weiterzuleiten. Die Familie führte den Postdienst in 3 Generationen, bis sie 1738 in die Ungnade des Königs Louis XV fiel, vermutlich weil der Cardinal de Fleury sich über den erworbenen Reichtum der Rouille & Leon´s ärgerte. Louis Leon Pajot, „Intendant General des Postes“ in Dritter und letzter Generation vermachte der Académie des sciences umfangreiche Sammlungen von Messinstrumenten, wie den Chronomètre de Louilié. Die ehemaligen Postgebäude bestehen heute noch und werden als private Wohnungen und als Ausstellungsflächen der Cremerie de Paris genutzt.
Der Innenhof kann besichtigt werden.